# توني أتكينز
توني أتكينز (بالإنجليزية: Tony Atkins)‏ هو طبيب أسترالي، ولد في 4 فبراير 1943.